# Sebe
Sebe est une ville du Togo, située au nord de la lagune près d'Aného. Elle fut la deuxième capitale de la colonie allemande du Togoland de 1887, date à laquelle elle remplaça Baguida jusqu'en 1897, date à laquelle elle fut elle-même remplacée par l'actuelle capitale, Lomé,.